# Communauté de communes du pays du Ried Brun
Die Communauté de communes du pays du Ried Brun („Gemeinschaft der Gemeinden von Ried Brun“) ist ein ehemaliger Gemeindeverband nach den Richtlinien der französischen Communauté de communes. Er bestand seit dem 16. Dezember 1996 und umfasste acht Gemeinden mit 8811 Einwohnern (Stand 2012).
Mit Wirkung vom 1. Januar 2016 wurde der Gemeindeverband aufgelöst. Die Gemeinde Grussenheim trat der Communauté de communes du Ried de Marckolsheim bei, die übrigen wechselten in die Communauté d’agglomération de Colmar.

## Ehemalige Mitgliedsgemeinden
1. Andolsheim
2. Bischwihr
3. Fortschwihr
4. Grussenheim
5. Holtzwihr
6. Muntzenheim
7. Riedwihr
8. Wickerschwihr